# Orazio Archinto

Stemma Archinto

Orazio Archinto (1611 – 1683) è stato un nobile italiano.

## Biografia
Il conte Orazio Archinto ricoprì varie cariche pubbliche a Milano tra il 1633 e il 1681.
Nel 1674 donò alla Biblioteca Ambrosiana alcuni volumi, compreso un codice di Leonardo da Vinci, indicato come manoscritto K dopo la sottrazione napoleonica.
Nel 1628 fu pubblicata una sua orazione tenuta al collegio di Brera.